# Sundochernes queenslandicus
Sundochernes queenslandicus är en spindeldjursart som beskrevs av Beier 1975. Sundochernes queenslandicus ingår i släktet Sundochernes och familjen blindklokrypare. Inga underarter finns listade i Catalogue of Life.